# Parque nacional Las Palmas
Las Palmas es un parque nacional en Queensland (Australia), ubicado a 581 km al noroeste de Brisbane.
Pequeño parque cercano a Cooyar, en las cercanías del nacimiento del río Brisbane, forma parte de la selva tropical con abundancia de especies de palma. Es un lugar agradable para pasar el día en calma. Entrada por la autopista de Nueva Inglaterra.